# Ligne de Madrid à Hendaye
La ligne de Madrid à Hendaye, aussi appelée ligne de Madrid à Irun, ligne Générale du Nord ou même ligne Impériale, est une voie ferrée de 641,60 kilomètres de longueur qui appartient au réseau ferroviaire espagnol,,. Elle est l'un des principaux axes radiaux reliant Madrid avec le Pays basque et traverse une grande part de la province de Castille-et-Léon. Elle aboutit dans le Pays basque et dans les régions frontalières d'Irun en Espagne et d'Hendaye en France. Selon les référentiels d'Adif, cette ligne porte le numéro 100.
Elle a été construite par la Compagnie des Chemins de Fer du Nord de l'Espagne, qui a fait de cette ligne -qui allait être raccordée à de nombreuses autres- sa ligne maîtresse. Malgré sa longueur et la difficulté de quelques tronçons, les travaux n'ont  duré seulement que 4 ans, de 1860 à 1864. Au début du XXe siècle, la ligne a été doublée. En 1941, la nationalisation du chemin de fer en Espagne a entraîné la disparition de la compagnie Nord et son intégration en RENFE. Dans les années 1960, le tracé a été rénové avec des traverses en béton et la ligne a été électrifiée, d'abord à 1500 V CC puis à 3000 V CC. Adif est propriétaire de la ligne depuis le 31 décembre 2004.

## Histoire

### Préambule
La ligne de chemin de fer de Madrid à la frontière française par le nord de l'Espagne a été l'une des premières grandes lignes à être construite. En 1846 fut créée la Compagnie du Chemin de Fer d'Irun à Madrid par Bilbao, mêlant capitaux français et espagnols, qui défendait un parcours via Bilbao. Cette première tentative fut un échec. En 1855, une commission franco-espagnole détermina que la connexion ferroviaire entre les deux pays serait construite entre Irun et Fuenterrabía en traversant la Bidassoa. Au cours de cette même année, en juin, fut promulguée l'importante Loi Générale des Chemins de Fer qui a poussé de nouveau à la construction de cette ligne en vendant aux enchères publiques la concession d'une ligne de 640 kilomètres entre Madrid et Irun, appelée la ligne de Nord. Ce projet de tracé était divisé en trois tronçons :
- De Madrid à Valladolid (par Ávila et Medina del Campo), long de 249 kilomètres.
- De Valladolid à Burgos, long de 121 kilomètres.
- De Burgos au fleuve de l'Èbre, long de 270 kilomètres.

Les conditions convenues n'ont pas clarifié le tronçon basque jusqu'à la publication de la loi du 9 juillet de 1856 qui a enfin fixé le tracé via Miranda de Ebro, Vitoria-Gasteiz, Alsasua, Tolosa, Saint-Sébastien et Irun. Cette portion de la ligne ne fut pas l'unique remis en cause à nombreuses reprises puisque le premier tronçon, entre Madrid et Valladolid, a généré lui aussi un intense débat pour savoir si la ligne devait passer par Ávila ou par Ségovie, en privilégiant finalement la première option.

### Construction
Tout au long de 1856, la Société de Crédit Meubles Espagnols s'est vu attribuer la construction des différents tronçons de la ligne. La dite compagnie qui à ce moment-là encore se trouvait en procès de constitution, dépendait d'une société au nom similaire, installée en France et que présidaient les frères Pereire. Avec les travaux déjà commencées dans le tronçon entre Valladolid et Burgos, en 1858 il s'a créé la Compagnie des Chemins de Fer du Nord de l'Espagne, que dans un premier temps il n'était pas plus que une filiale de la Société de Crédit Meubles Espagnols, laquelle dépendait à son tour de la déjà mentionnée marie matrice française.
Nord a organisé les travaux en deux sections, une entre Madrid et Torquemada et l'autre de Venta de Baños à Alar del Rey, sous la direction de l'ingénieur M. Fournier, basé à Valladolid, et l'autre, entre Torquemada et Irun, sous le commandement de l'ingénieur M. Latourneur et dont le siège était à Vitoria. Tous deux dépendaient de l'ingénieur M. Lalanne, qui supervisait les travaux depuis la capitale française.

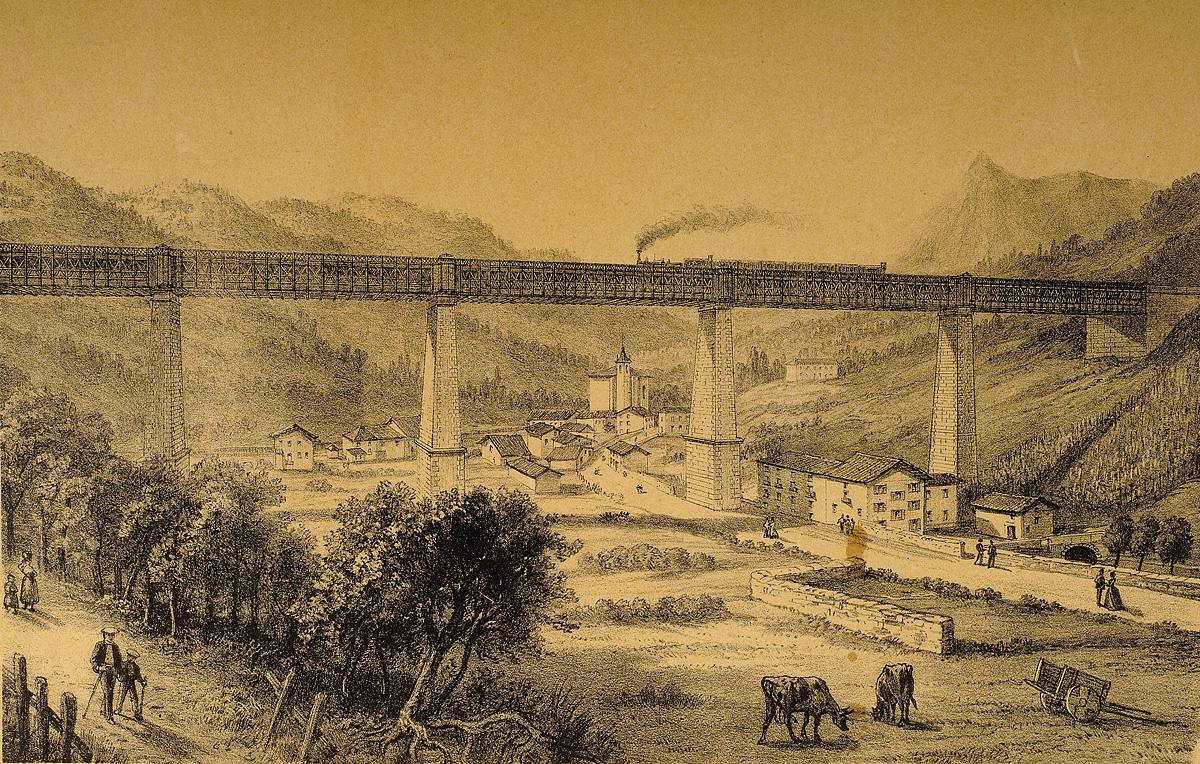
Illustration représentant le viaduc de Ormáiztegui.

En 1860, les tronçons les plus simples du parcours situés en territoire castillan ont été terminés et ouverts au trafic. Si la ligne a été initialement construite en voie unique, la plate-forme de la voie a été pensée pour pouvoir par la suite doubler la ligne. Les premiers tronçons ouverts furent :
- Venta de Baños-Burgos, long de 84,53 kilomètres.
- Valladolid-Venta de Baños, long de 36,74 kilomètres.
- Medina del Campo-Valladolid, long de 42,21 kilomètres.
- Sanchidrián-Medina del Campo, long de 55,13 kilomètres.

En 1861, la ligne a été prolongée de Burgos à Quintanapalla (16,38 km) et le tronçon entre Madrid et Le Escorial (50,29 km) fut terminé. La sierra de Guadarrama a été totalement franchie après l'achèvement du tunnel de Torrelodones, a été la première grande difficulté à laquelle les ingénieurs de la ligne ont été confrontés. Peu après, en 1862, le défilé de Pancorbo fut lui aussi franchi avec l'ouverture du tronçon Miranda de Ebro-Olazagutía (74,74 km) qui a rejoint la section de 73,07 kilomètres entre Quintanapalla et Miranda de Ebro. En 1863, les tronçons castillans entre Ávila et Sanchidrián (30,41 km) et El Escorial et Ávila (70,27 km) furent achevés, tandis que les travaux se poursuivaient dans les zones les plus aisées du Pays basque, entre Beasain et Saint-Sébastien (41,40 km) puis jusqu'à Irun (16,87 km). En 1864, année d'achèvement des travaux, il est resté le tronçon qu'il unissait cette ligne avec le réseau ferroviaire français à Hendaye et les 47,47 kilomètres entre Olazagutía et Beasain demeuraient de loin les plus complexes, puisque jusqu'à 23 tunnels ont été necessaires.
Le 15 août 1864, la reine Élisabeth II a présidé le voyage inaugural de la ligne de Madrid jusqu'à Saint-Sébastien. Le train a fait un arrêt spécial dans le viaduc de Ormáiztegui, l'un des plus grands ouvrages d'art de la ligne.

### Évolution et électrification
En 1874, les premiers rails posés sur la ligne ont été remplacés par de nouveaux en acier. Cette modernisation a été continuée à la fin du XIXe siècle avec le doublement de la ligne par des tronçons. Ces travaux se sont finis en 1929 avec le tronçon Miranda-Alsasua. Dans les années 1920, le fort trafic qui supportait la ligne a justifié  d'investir cette fois-ci dans l'électrification à 1500 V avant de passer plus tard à 3000 V. Ces travaux n'ont été achevés qu'en 1967, la ligne dépendant de RENFE depuis 1941.
Le 31 décembre 2004, avec la division de l'opérateur historique en deux entités (Renfe Operadora et Adif), ce dernier a récupéré la gestion de l'ensemble du réseau, y compris celui conventionnel à écartement ibérique.

### Raccordement de la section Irun ‑ Hernani au «Y basque»
Afin de permettre aux trains à grande vitesse de circuler entre Irun, Saint-Sébastien et l'entrée de la future ligne à grande vitesse Y basque à Hernani vers Bilbao et Vitoria-Gasteiz, ADIF a décidé de créer une nouvelle ligne à écartement normal entre Hernani et Astigarraga, puis d'adjoindre sur le restant de la ligne jusqu'à Irun. Les travaux de construction de la nouvelle voie entre Hernani et Astigarraga ont été commencés en 2012. Alors que ce chantier avait atteint un avancement estimé à 40 %, le contrat a été résilié. Un nouveau projet a dû être mis en place et a été attribué dans le courant de l'été 2019 pour une reprise des travaux à la fin de la même année. Il était initialement prévu que les trains à grande vitesse atteignent Saint-Sébastien depuis la France en 2019.
Dès 2015, des travaux avaient été entamés entre Saint-Sébastien et Irun pour le renouvellement des rails, des traverses et du ballast pour un montant de quarante millions d'euros. L'installation du troisième rail entre Astigarraga et Irun a été adjugée à l'entreprise Corporsa pour un contrat estimé à 20 431 538 euros. Ce montant inclut également l'ajout d'une voie normale en gare d'Hernani pour y arrêter des trains de marchandises et la reprise du gabarit des tunnels de la ligne. Afin de permettre l'élargissement du gabarit du tunnel de Gaintxurizketa sans interruption de trafic, un tunnelier a été spécifiquement conçu pour ce chantier. À la suite de la faillite de l'entreprise Corporsa et la résiliation du contrat de travaux, un nouveau projet a dû être mis en place par ADIF, accompagné d'un nouvel appel d'offres. L'arrêt des travaux a par ailleurs conduit à la réalisation de travaux supplémentaires pour maintenir l'état de la ligne et les circulations quotidiennes de trains.
Le 18 mai 2021, le gouvernement de l'Espagne a autorisé l'ouverture d'un appel d'offres pour un contrat de 59 millions d'euros visant à l'exécution de la fin des travaux entamés sur la section entre Astigarraga et Irun. Ce contrat comprend l'installation du troisième rail sur les deux voies de la jonction de la ligne de Madrid à Hendaye et de la nouvelle ligne à grande vitesse jusqu'en gare d'Irun. La gare d'Hernani sera également modifiée afin d'y construire une nouvelle gare permettant d'y stationner des trains de marchandises de longueur standard (750 mètres de long).

## Caractéristiques
La ligne entre Madrid et Hendaye est une radiale de 640,9 kilomètres totalement électrifiée à 3000 V, majoritairement en double voie à écartement ibérique (1 668 mm). L'espacement des trains est réalisé à l'aide du Bloc Automatique de Double Voie Banalisée (BAB en espagnol) avec CTC (Contrôle de trafic centralisé), bien que quelques tronçons du parcours comme entre Saint-Sébastien et Irun disposent d'un Bloc Automatique de Double Voie (BAD). Enfin, le tronçon final entre Irun et Hendaye est protégé par un Bloc Électrique Manuel (BEM).
Le tracé de la ligne permet de rouler sur quasiment tout le parcours à 160 km/h, à part sur divers tronçons dans le Pays basque. Entre Altsasu et Saint-Sébastien la limite basse est fixée à 155 km/h tandis qu'entre Saint-Sébastien et Irun, elle diminue jusqu'à 135 km/h voire à 80 km/h pour atteindre Hendaye. Le tronçon entre Miranda de Ebro et Vitoria-Gasteiz est quant à lui limité au maximum à 155 km/h. Il est tout de même possible d'atteindre les 200 km/h sur la variante ferroviaire de Burgos, autour de la capitale homonyme.

## Tracé
La ligne part de la gare de Madrid-Chamartín et, bien qu'elle se dirige initialement vers le nord, vire rapidement à l'ouest en maintenant ce cap jusqu'à la gare d'Ávila. Les premiers kilomètres évoluent à travers la capitale de Madrid jusqu'à rejoindre la gare de Pinède dans la commune des Frottes de Madrid. On trouve peu avant la bifurcation vers l'ancienne gare du Nord, tête de ligne historique de la ligne, appelée plus tard gare de Madrid-Príncipe Pío. Après presque 40 kilomètres, la ligne arrive Villalba, première grande gare du parcours et point de bifurcation avec la ligne de Ségovie.

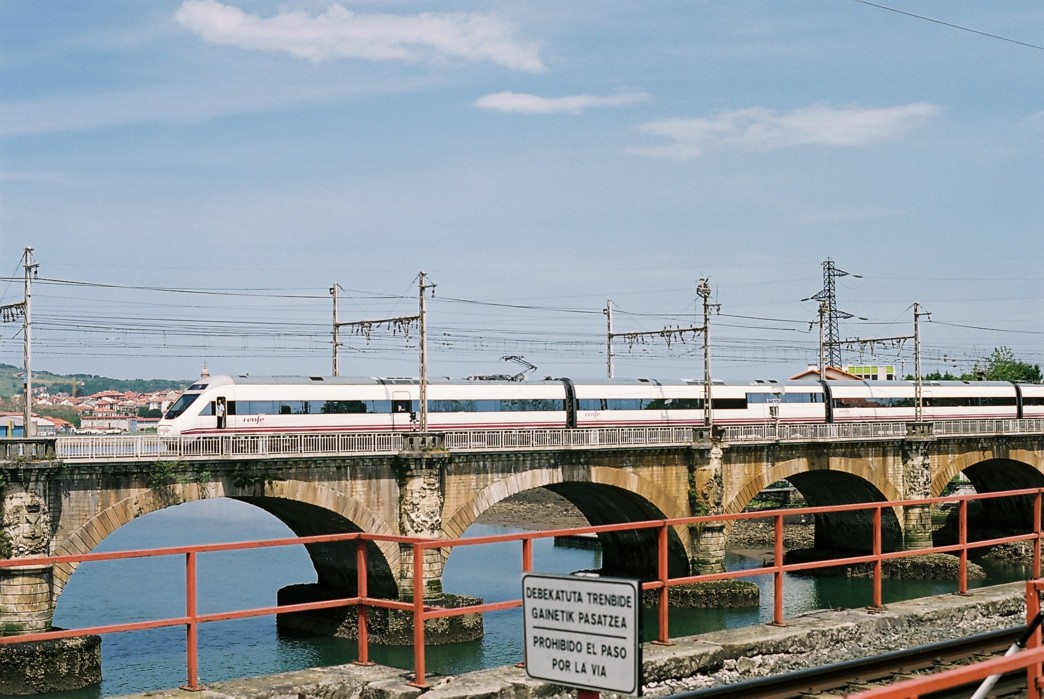
Automotrice S-120 traversant le pont sur la Bidassoa qui sépare la France de l'Espagne.

Après avoir traversé les sept arches du pont de Recondo, qui surplombe de 50 mètres la rivière Cofio, la voie ferrée abandonne la Communauté de Madrid pour entrer en Castille-et-Léon par la province d'Ávila. La ville d'Ávila est en fait la première capitale de province par laquelle passe la ligne après avoir abandonné Madrid. En 120 kilomètres, elle a ainsi monté de 723 mètres d'altitude jusqu'aux 1 132 mètres de la ville d'Avila. Une fois Ávila passée, la ligne remet le cap au nord en entamant une douce et progressive descente où l'on arrive facilement dans le réseau de trains de banlieue de Medina del Campo, dans la province de Valladolid, pour poursuivre jusqu'à la capitale de la province après croiser les rivières Cega et Douro. Valladolid détermine un nouveau changement dans l'orientation de la ligne en direction nord-est, que se maintient jusqu'à sa fin. Les longues lignes droites du plateau castillan jusqu'à Burgos sont propices à des vitesses élevées et permettent d'atteindre les 160 km/h, ce qui peut permettre de rattraper d'éventuels retards.
Après avoir passé la ville de Burgos, en approchant progressivement du Pays basque, le tracé devient de plus en plus difficile avec la traversée du défilé de Pancorbo, probablement l'un des tronçons les plus délicats du parcours. La rivière Zadorra accompagne le tracé à diverses reprises jusqu'à Vitoria-Gasteiz dans la province d'Álava. Après un bref passage par la Navarre et le nœud ferroviaire d'Altsasu, le parcours reprend à travers le Pays basque en entamant un autre tronçon complexe marqué par des nombreux tunnels. Parmi ces tunnels, les plus importants sont celui d'Otzaurte, mesurant plus d'un kilomètre et surtout celui d'Oazurza, en mesurant à lui tout seul presque trois. Après avoir passé la gare de Beasain, dans la province de Guipuscoa, le tracé se radoucit sans être toutefois devenu clairement favorable et suit le cours du fleuve de l'Oria jusqu'à Tolosa. La ligne n'est déjà plus très loin de Saint-Sébastien. S'ensuivent les derniers kilomètres jusqu'à Irun. ll ne reste qu'à traverser le pont ferroviaire sur la Bidassoa afin d'arriver à Hendaye, en France, gare finale de la ligne.
La ligne de Madrid à Hendaye compte un total de cent neuf gares dont soixante-dix-huit sont en service et trente et une sont fermées ou ne sont plus utilisées pour le trafic voyageurs. Parmi toutes ces gares ouvertes, vingt ont le statut de halte ferroviaire.

## Trafic ferroviaire

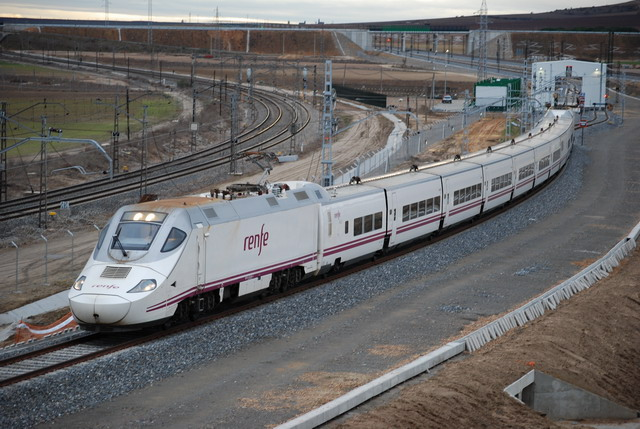
Alvia Madrid-Hendaye sortant du cambiador de Valdestillas pour entrer sur la ligne Madrid-Hendaye, sur la gauche de la photo.

Forte de sa double voie, de son électrification et de son parcours efficace et procurant une bonne vitesse moyenne, la ligne dispose d'une grande densité de trafic aussi bien de voyageurs que de marchandises.
Cette ligne est un passage obligatoire pour les trains « classiques » à écartement ibérique entre Madrid et le nord de l'Espagne, mais pas pour les trains à grande vitesse qui peuvent contourner la partie sud de la ligne en utilisant la ligne à grande vitesse Madrid-Ségovie-Valladolid. L'intercambiador (qui permet de modifier l'écartement des bogies des trains) de Valdestillas a permis la création de services mixtes pouvant circuler à la fois sur les lignes à grande vitesse (à écartement standard) et du réseau classique (à écartement ibérique). Ces trains, principalement appelés Alvia par Renfe Operadora, permettent de réduire ainsi significativement les temps de parcours.
Le trafic de trains de moyenne distance est également conséquent. Près d'une douzaine de lignes circulent entièrement sur la ligne de Madrid à Hendaye, la plupart d'entre elles en Castille-et-Léon, en particulier entre Valladolid et Medina del Campo.
Les réseaux de trains de banlieue « Cercanías », de leur côté, sont présents aux extrémités de la ligne. Les lignes C-3, C-8 et C-10 de Cercanías de Madrid utilisent des tronçons de longueur significative de la ligne. D'autre part, la ligne C-1 de Cercanías de Saint-Sébastien dessert la fin de la ligne de Madrid à Hendaye, entre les gares de Brinkola et d'Irun.
Ce corridor est aussi l'un des principaux axes de transport ferroviaire de marchandises du pays, avec une circulation quotidienne qui oscille entre 16 et 40 trains de marchandises selon des données de 2010.